# Invisible Iron
Invisible Iron è un album in studio del duo C.U.B.A. Cabbal & DJ Dsastro (firmatisi sulla copertina con gli pseudonimi QbA.c.a.b.Baal e This Astro), pubblicato nel 2008 per la Relief Records EU.

## Il disco
Si tratta dell'album che porta a piena maturazione la collaborazione artistica tra il rapper e il DJ abruzzese, entrambi facenti parte del progetto Costa Nostra.
L'album è composto da 12 tracce e, per quanto riguarda i testi, riprende lo stile duro e crudo che aveva sempre contraddistinto i lavori di C.U.B.A. Cabbal. Le tematiche spaziano da questioni di carattere generale (come in "Bimbo Bang", critica rabbiosa sulla tragedia dei bimbi soldato, oppure in "American.a.t.o.", lucida analisi della politica estera americana) a problematiche di impronta più sociale (come in "CD ROM", che descrive le discriminazioni compiute verso il popolo Rom, oppure in "Status killer", attacco feroce verso la corruzione e gli abusi di potere delle forze dell'ordine). Per l'occasione il rapper si avvale di altri mc esponenti della scena underground italiana come Liska Deliriot (in "Pirateria di strada") o la Jamafrica Crew (in "Fratelli di taglia").
Dal punto di vista delle produzioni si tratta senza dubbio di uno dei lavori più raffinati di DJ Dsastro, sia per la complessità degli arrangiamenti che per la scelta di avvalersi della collaborazione di vari strumentisti (come il sassofono in "Freezer" o il flauto in "Fratelli di taglia"). Da notare, inoltre, la collaborazione di Leleprox, DJ della Lion Horse Posse e decano della scena rap underground italiana, agli scratch in "Bimbo Bang".
Invisible Iron è stato completamente prodotto, registrato e mixato al Costa Nostra Studio.
Dall'album sono stati tratti quattro video: Bimbo Bang, Nigredo, Que tu quieres e Ghettology.

## Tracce
1. Bimbo Bang - 3'15"
2. Nigredo (feat. Federico Prosperi AKA Jack il Terribile) - 3'37"
3. CD ROM (feat. Arcangelo Spinelli AKA Tagadà) - 3'58"
4. American.a.t.o. (feat. Jamafrica Crew) - 3'16"
5. Pirateria di strada (feat. Liska AKA Deliriot) - 5'30"
6. Status killer - 3'28"
7. Fratelli di taglia (feat. Jamafrica Crew) - 4'30"
8. Que tu quieres - 4'17"
9. Ghettology - 3'58"
10. Briganter - 4'40"
11. American.a.t.o. pt. 2 - 2'32"
12. Freezer - 6'34"